# LoRaWAN
LoRaWAN (Long Range Wide Area Network) is een specificatie voor een telecommunicatienetwerk geschikt voor langeafstandscommunicatie met weinig vermogen. De technologie wordt gebruikt voor machine-to-machinecommunicatie (internet der dingen).

## Architectuur

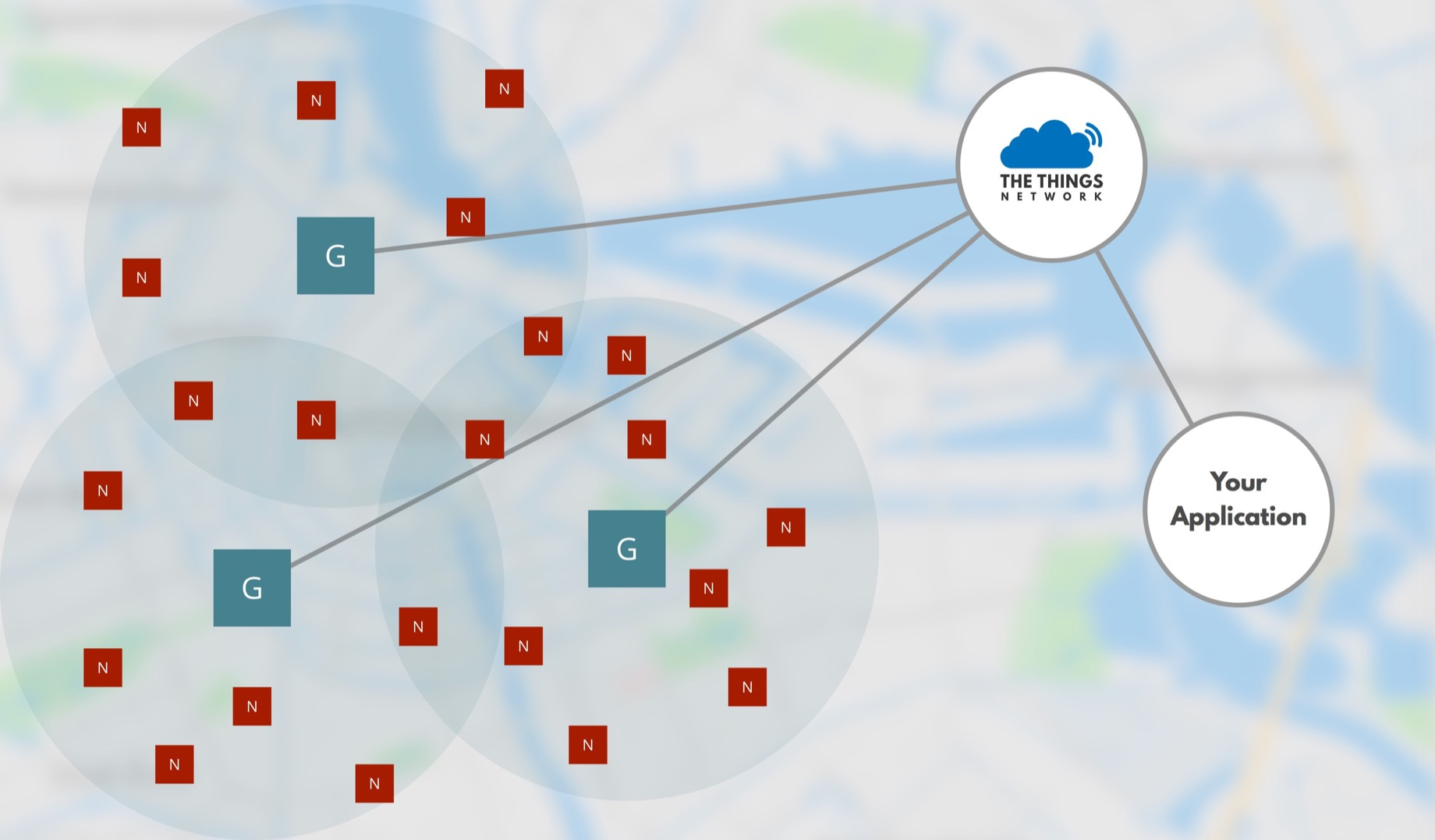
TTN infrastructuur

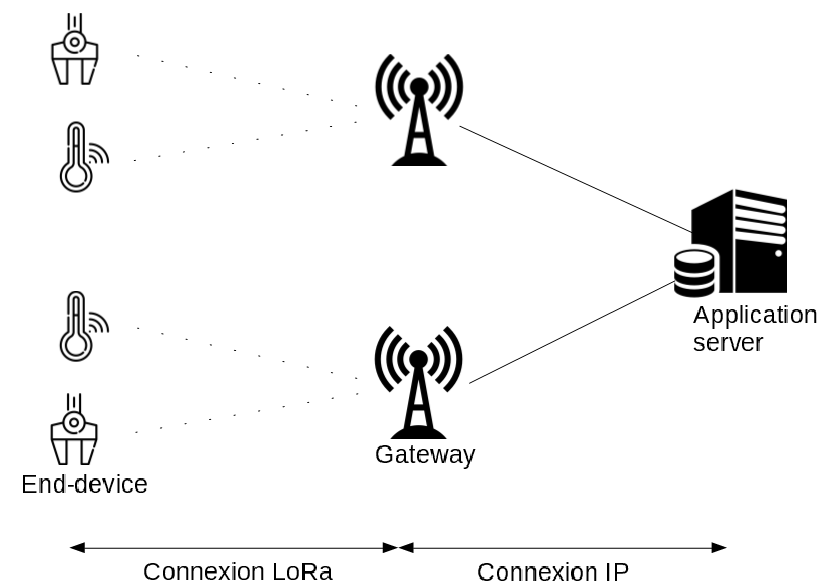
Architectuur van LoRaWAN.

De architectuur bestaat uit gateways, netwerkservers en applicatieservers. Er worden RF-chips van Semtech gebruikt die een spread spectrum uitzenden.
De Nodes versturen een versleuteld bericht via radio. In Europa is deze frequentie 868 MHz. Dit bericht wordt ontvangen door de gateway. De gateway is verbonden met het internet en stuurt het bericht door naar de netwerkservers. De berichten kunnen worden opgehaald door een applicatieserver. Die kan bepalen of er data teruggezonden moet worden, of de data opslaan in een database. Een webserver fungeert als interface voor de Node.

## Nodes
Een Node is een klein apparaat of microcontroller dat verbonden is met LoRaWAN, bijvoorbeeld een Arduino of Raspberry Pi. Nodes worden gebruikt om meetgegevens te verzamelen, bijvoorbeeld over een bijenkast. De microcontroller communiceert met een LoRa-module.
Enkele LoRa-modules zijn
- De RN2483 van microchip[2]
- De RFM95/96/97/98 (W)[3]
- De Sodaq One[4]
- De SX1276/1278 modules [5]

## Gebruik
LoRaWAN wordt gebruikt bij The Things Network, KPN, Proximus en Wireless Things.